# Tomasz Szewczak
Tomasz Szewczak (ur. 13 czerwca 1977 w Olsztynie) – polski sportowiec, multimedalista w judo i ju-jitsu
Treningi judo rozpoczął w Klubie Sportowym „Gwardia Olsztyn” w 1988 roku, w roku 1996 przeniósł się do AZS-AWF Gdańsk gdzie występował do 2001 roku.

## Najważniejsze sukcesy

### Judo
- 1999 – Młodzieżowy Mistrz Polski, Srebrny Medalista Mistrzostw Polski Seniorów
- 2000 – Srebrny Medalista Mistrzostw Polski Seniorów
- 2001 – Brązowy Medalista Drużynowych Akademickich Mistrzostw Świata, Brązowy Medalista Mistrzostw Polski Seniorów

### Ju-jitsu
Od 2003 roku występuje w  barwach Olsztyńskiego Stowarzyszenia Ju-jitsu i Judo i jest jednym z najlepszych zawodników ju-jitsu na świecie.
Jego najważniejsze sukcesy to:
- 10-krotny mistrz Polski seniorów: 2003, 2005–2009, 2011, 2014–15, 2017
- Mistrzostwa świata: złoto: Cali 2011[1]; srebro: Rotterdam 2006, Wrocław 2016[2]; brąz: Malmö 2008; brąz St. Petersburg 2011, Bangkok 2015[3]
- Mistrzostwa Europy: złoto: Podgorica 2009r.; srebro: Wrocław 2005, Turyn 2007, Maribor 2011; brąz: Hanau 2003, Walldorf 2013[4], Almere 2015[5], Banja Luka 2017[6]
- III miejsce SportAccort Combat Games Pekin 2010[7]
- The World Games: złoto w wadze do 94 kg, brąz w rywalizacji drużynowej[8]: Wrocław 2017[9].; srebro: Cali 2013[10]